# Antonia Bird
Antonia Jane Bird (Londres, 27 de mayo de 1951 – Londres, 24 de octubre de 2013) fue una directora de cine y televisión inglesa, ganadora de tres premios Bafta. 
Falleció de un raro cáncer de tiroides anaplásico en 2013 a la edad de 62 años.

## Filmografía

### Televisión
- EastEnders (1985–1986)
- Casualty (1986–1987)
- Thin Air (1988)
- The Men's Room (1991)
- Care (2000) TV Movie
- Rehab (2003) TV Movie
- The Hamburg Cell (2004) TV Movie
- Spooks (2005)
- Cracker (2006)
- Off by Heart (2009) documental para TV
- A Passionate Woman (2010)
- The Village (2013)

### Cine
- Priest (1994). Ganadora del premio Teddy Beard en el Festival de Cine de Berlín
- Mad Love (1995)
- Face (1997)
- Ravenous (1999)
- Cross My Mind (2012)